# قايين (رواية)
قايين هي آخر رواية للكاتب البرتغالي الحائز على جائزة نوبل، جوزيه ساراماغو. نُشرت الرواية لأول مرة عام 2009. في روايته السابقة الإنجيل بحسب يسوع المسيح، أعاد ساراماغو سرد الأحداث الرئيسية في حياة يسوع المسيح كما وردت في العهد الجديد، مقدماً الله في دور الشرير. أما في قابيل، فيركّز ساراماغو على الكتاب المقدس العبري، وبشكل خاص على أسفار موسى الخمسة

## ملخص الرواية
تُروى الرواية في الغالب من وجهة نظر قابيل، الذي يشهد ويروي مقاطع من الكتاب المقدس تُسهم في تعميق كراهيته المتزايدة لله.
- يتبع الجزء التمهيدي من الرواية تسلسل الأحداث في الفصول الأولى من سفر التكوين، حيث يصف الخطيئة الأصلية، وسقوط الإنسان، وطرد آدم وحواء من الفردوس — ويُصوَّر ذلك كتمرد على حكم الله الاستبدادي والظالم. ويُضيف ساراماغو إلى هذه الرواية حكايات لم ترد في الكتاب المقدس، مثل معاناة آدم وحواء من الجوع في البرية بعد طردهما، حيث تقوم حواء، بمكرٍ ودلال، بمغازلة الملاك الحارس عند بوابة الفردوس المغلقة، فتنجح في إقناعه بجلب بعض ثمار الجنة المحرّمة خفية عن الله. وتُلمّح الرواية إلى أن الملاك، لا آدم، هو الأب الحقيقي لابن حواء، قايين.
- تتبع الرواية قصة ولادة قايين وهابيل، والغيرة التي نشأت بينهما، وقتل قايين لأخيه، بشكل قريب من النص التوراتي. لكن الاختلاف الرئيسي يكمن في ما يحدث بعد جريمة القتل؛ فبدلاً من رواية الكتاب المقدس التي تصور الله غاضباً وعادلاً يطرد قايين إلى حياة من التِّيه الدائم، يقدم ساراماغو مشهداً يناقش فيه قايين الله على قدم المساواة، ويُثبت أن الله كان في الواقع شريكًا في جريمة قتل هابيل. وفي النهاية، ينتزع قايين من الله وعداً بحمايته من كل الأخطار خلال تجواله.
- تلي ذلك حلقة طويلة لا تستند إلى الكتاب المقدس، بل إلى الأسطورة اللاحقة حول ليليث. خلال تجواله، يصل قايين إلى دويلة صغيرة، ويُوظف في البداية كعامل يدوي في بناء قصر. وسرعان ما يلفت انتباه الملكة ليليث الشهوانية. وبعد أن تقوم بعض الجواري بتنظيفه (وإثارته جنسيًا)، يُؤخذ إلى سرير ليليث ويصبح عشيقها – في حبكة تستحضر بشكل فضفاض أجواء ألف ليلة وليلة. يثبّت قايين مكانته كعشيق للملكة، وينجو من محاولة اغتيال دبّرها زوجها الضعيف نوح، ويتمكن من إخصاب ليليث. لكن سرعان ما تستبد به رغبة التجوال مجددًا، فيرحل على ظهر حمار عجيب وذكي، هدية وداع من ليليث التي تتركه بقلب منكسر.
- بعد مغادرة قايين مدينة ليليث، يمر بسلسلة من الرحلات عبر الزمن، تنقله ذهابًا وإيابًا إلى عدد من المشاهد في الكتاب المقدس — وكلها مختارة بعناية لعرض الله، في نظر قايين (وفي نظر القارئ)، في أكثر صوره قسوة وظلمًا. الجهة أو القوة التي تنقل قايين عبر الزمن والمكان لا تُكشف أبدًا، ولا يتم تحديد هويتها.
- يصل قايين إلى مشهد محاولة إبراهيم ذبح ابنه إسحاق بأمر من الله. وفي نسخة ساراماغو، كان قايين هو من منع حدوث القتل، بعدما تأخر الملاك المُرسل لإيقاف الذبح بسبب حادث، ولولا تدخل قايين لوصل الملاك متأخرًا. يُبدي قايين غضبًا شديدًا من أمر الله لأبٍ بقتل ابنه، ويشجع إسحاق الشاب على التمرد على ديانة والده المتشددة. وفي لمحة ساخرة، يتساءل قايين: "لو كان لله ابن، هل كان ليأمر بقتله أيضًا؟" — وهي إشارة تهكمية يفهم مغزاها القارئ المُطّلع على العهد الجديد، حيث يُصوَّر الله على أنه قد ضحّى بالفعل بابنه.
- يشهد قايين إحباط الله لمحاولة بناء برج بابل، ثم إرساله لعاصفة عاتية تدمر البرج غير المكتمل بالكامل. يرى قايين في البرج مشروعًا جديرًا بالإعجاب وجميلاً، ويعتبر تدميره تجسيدًا لغيرة الله الضيقة الأفق. لكن قايين يُجبر على الفرار من البنّائين المحبطين، الذين يحاولون سرقة الطعام الوفير المحمول في سلال حمار قايين. وفي لمحة تهكمية، يعلّق ساراماغو بأن البنّائين كانوا في الأصل يتحدثون العبرية جميعًا، لكن الله – كي يربكهم – جعل بعضهم يتحدث لغات لم تكن موجودة بعد، مثل الإنجليزية، والألمانية، والفرنسية، والإيطالية، والباسكية، واللاتينية، واليونانية، بل إن بعضهم بدأ يتحدث... البرتغالية.
- يلتقي قايين مرة أخرى بإبراهيم في فترة سابقة من حياة هذا الأخير، ويُستقبل لديه استقبالاً كريمًا، ويشهد المشهد الذي تُخبَر فيه سارة العجوز من قِبل الملائكة بأنها ستنجب ولدًا. ثم يتبع قايين إبراهيم إلى واقعة تدمير سدوم وعمورة. يرى قايين إبراهيم وهو يحاول، كما ورد في الكتاب المقدس، إقناع الله بإنقاذ المدينتين المشؤومتين، ويتوصل إلى اتفاق معه يقضي بالعفو عن سدوم إذا وُجد فيها عشرة من الصالحين. في النهاية، يعترف إبراهيم بعدم وجود مثل هؤلاء، ويُقر بأن الله كان محقًا في إنزال النار والكبريت على المدينتين وإفناء سكانهما. غير أن قايين يعتبر إبراهيم ساذجًا ومخدوعًا. فبرأيه، كان الله قد حسم أمره منذ البداية بتدمير المدينتين، ولم يبذل أي جهد حقيقي للبحث عن أبرار فيهما، بل إن "المساومة" مع إبراهيم لم تكن سوى خدعة. ويُصدم قايين بشكل خاص من قيام الله بقتل أطفال سدوم، الذين لم يكونوا مسؤولين عن خطايا آبائهم. وعلى امتداد الرواية، يعود قايين مرارًا إلى ذكر جثث أطفال سدوم المحترقة وسط الأنقاض — في إشارة واضحة إلى الأطفال الذين يذهبون ضحايا في قصف الحروب الحديثة يُنقل قايين بعد ذلك إلى جبل سيناء، حيث يشهد صنع العجل الذهبي على يد هارون وعبادة العجل من قِبل بني إسرائيل الذين فقدوا صبرهم في انتظار عودة موسى. وأخيرًا، يكون قايين حاضرًا في مذبحة ثلاثة آلاف من عابدي العجل الذين قضى عليهم موسى الغاضب بأمر من الله. يشعر قايين بالغضب والاستياء من أمر الله بهذه المذبحة بسبب تمثال ذهبي أحمق وغير مهم. ويعتبر أن هذا الفعل أسوأ بكثير من قتله لهابيل.
- بعد ذلك تأتي حرب بني إسرائيل ضد المدينيين، والتي تنتهي بأمر موسى بذبح الرجال المهزومين والنساء اللواتي عرفن رجالًا، بينما تُعامل العذارى المدينيات كغنائم تُوزع على المنتصرين بنفس طريقة تقسيم الماشية المحتجزة. يروي قايين بزيادة الاشمئزاز الإحصائيات الدقيقة - 675,000 خروف، 72,000 بقرة، 61,000 حمار، و32,000 امرأة عذراء - كلها تُقسم بشكل عادل ومتساوٍ بين المنتصرين.
- بعد ذلك يشهد قايين فتح كنعان على يد بني إسرائيل بقيادة يشوع؛ بداية بسقوط أريحا والمذبحة الجماعية لسكانها، ثم نفس المصير يلاقي مدينة أي. قايين، الذي اكتسب بعض المهارة في رعاية الحمير، يستقبله الفاتحون بود، ويدعونه بلطف لمواصلة الرحلة معهم ومشاهدة الدمار والمذابح التي تنتظر مدن كنعانية أخرى، لكنه، مفعم بالاشمئزاز، يرفض ويواصل تجواله. بالمناسبة، في رواية ساراماغو، لم يوقف الله الشمس في السماء ليمنح بني إسرائيل وقتًا أطول لهزيمة أعدائهم بالكامل، فإيقاف الأرض عن الدوران سيقتل الجميع فورًا (كما أشار إليه قصة كلاسيكية لهربرت جورج ويلز)، ولا حتى الله يستطيع منعه. بدلاً من ذلك، قام الله بمعجزة أقل وهي تشتت الغيوم لإعطاء المزيد من الضوء لبني إسرائيل للقتال، والنتيجة كانت ذاتها - هُزم الكنعانيون تمامًا وتم ذبحهم.
- يعود قايين لفترة قصيرة إلى مدينة ليليث بعد مرور عشر سنوات ليجد أنه أنجب لديها الطفل أخنوخ. تستقبله ليليث بحماس في سريرها، لكنه سرعان ما يشعر بالملل، وبعد أسبوعين يغادر مرة أخرى.
- يصل قايين إلى أرض عوص، ويجد عملاً متواضعًا يعتني فيه بحمير رجل غني جدًا يُدعى أيوب، ويشهد كل المعاناة الرهيبة التي أوقعها الشيطان في أيوب بإذن من الله. يلتقي قايين بملكين كان قد التقى بهما سابقًا - نفسهما اللذان زارا إبراهيم وكادوا أن يتعرضوا للاغتصاب في سدوم، وهما ممتنان لقايين لإنقاذهما من ذلك المصير. يُخبر الملائكان قايين بأن "الشيطان هذه المرة قد بالغ قليلاً"، لكن قايين يتساءل "ما شأن الشيطان في مجالس الله أصلاً؟" ويبدأ يشك في أن الشيطان هو في الحقيقة الله نفسه، قناع يستخدمه حين يريد فعل شيء سيء دون تحمل المسؤولية. يحتفظ أيوب بإيمانه القوي بالله، وهو ما لا يوافق عليه قايين المراقب. في النهاية، يستعيد أيوب ثروة أكبر مما كان يملك سابقًا، وينجب سبعة أولاد جدد وثلاث بنات بدلاً من الذين قتلهم الشيطان — عندها يتساءل قايين إن كان الأطفال مجرد بدائل، وهل إنجاب أطفال جدد يعوض تمامًا القتل العشوائي للأطفال السابقين.
- في الحلقة الأخيرة، يعود قايين زمنياً إلى زمن أقدم بكثير (وفي الكتاب المقدس) ليشهد بناء سفينة نوح، مشيرًا إلى عدة عيوب كان من شأنها أن تجعل السفينة غير صالحة للإبحار. وفي النهاية، يُنجز بناء السفينة بمساعدة ضخمة من الملائكة والله نفسه، إذ تبين أن المهمة كانت فوق طاقة نوح وعائلته. (لا يوضح ساراماغو ما إذا كان هذا نوح هو نفسه زوج ليليث). يفكر الله في كيفية التعامل مع قايين، وفي النهاية يأمره بركوب السفينة أثناء الطوفان القادم — وهو خطأ كبير من جانب الله.
- عند صعوده السفينة، يبدأ قايين بقتل أبناء نوح وزوجاتهم وزوجة نوح نفسها (بعد أن مارس الجنس مع جميع النساء أولاً). ينتحر نوح اليائس بالقفز في مياه الطوفان. بعد انتهاء الطوفان، تستقر السفينة على جبل أرارات. ينتظر الله خروج نوح وعائلته، لكن قايين يطلق الحيوانات ثم يواجه الله قائلاً إن البشر جميعهم ماتوا، وبالتالي لن يكون هناك إنسانية جديدة لتعمير الأرض بعد الطوفان. يتوقع قايين أن يقتله الله على هذا الكلام، لكن الله يخبره فقط بأنه سيعيش بقية حياته وحيدًا على الأرض القاحلة.
- يستمر قايين والله في الجدال لسنوات عديدة قادمة، لكن هذه المناقشات لا تُذكر في الرواية. النهاية.